# 우루족
우루족(Uru, 우루어: Qhas Qut suñi)은 볼리비아와 페루의 원주민족이다. 푸노 근처의 티티카카 호수에 최소 120여 개의 뜬섬을 만들고 그 위에서 살아간다. 크게 우루-치파야(Uru-Chipaya), 우루-무라토(Uru-Murato), 우루-이루이토(Uru-Iruito)의 3개 집단으로 나뉘는데, 우루-이루이토는 현재도 티티카카 호수의 볼리비아 측 수역과 데사과데로강에 거주한다. 주변의 다른 원주민족인 케추아족이나 아이마라족보다 비교적 어두운 색의 피부를 가지고 있다.

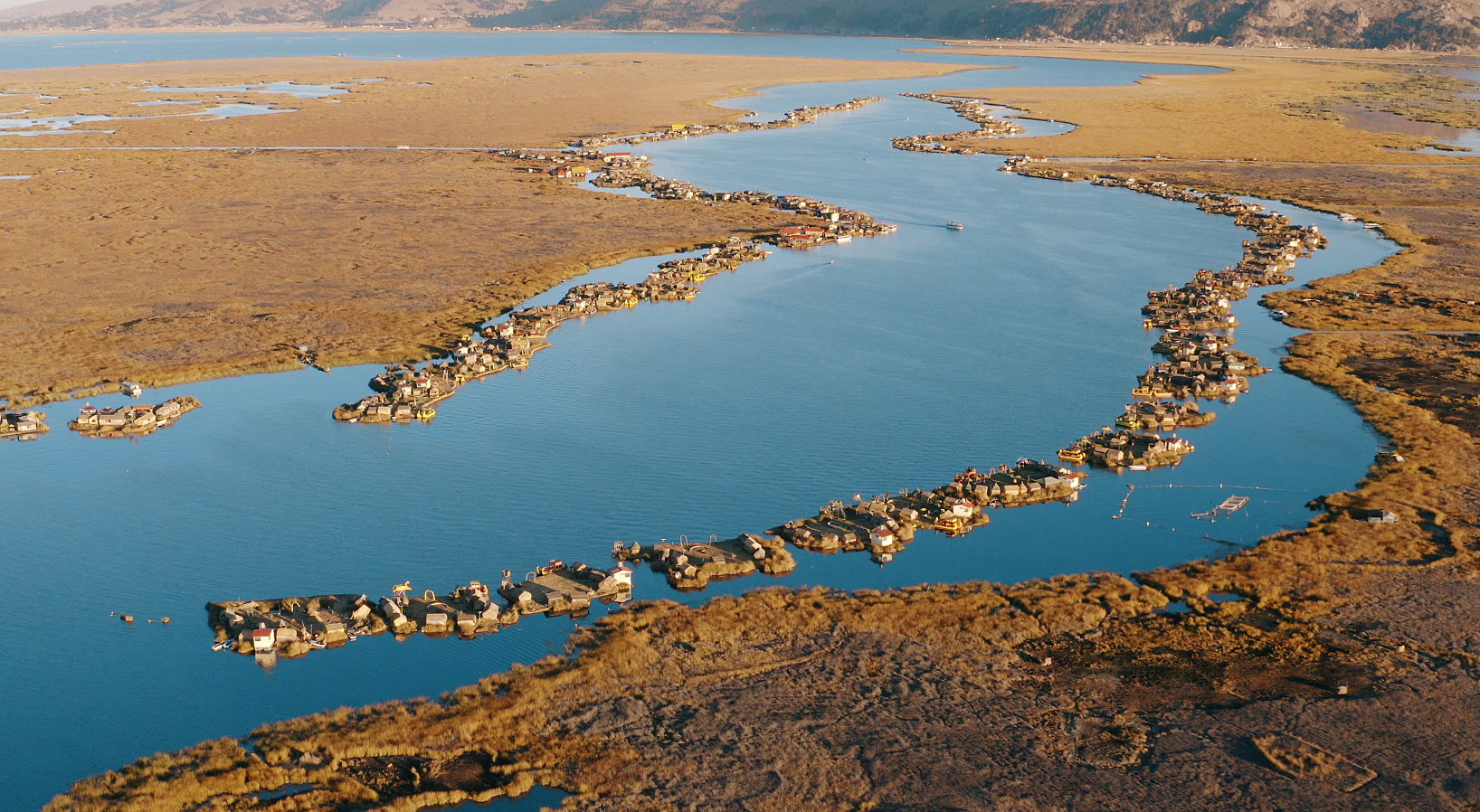
우루족의 떠다니는 섬들

## 역사
전설에 의하면 푸키나어를 사용하는 민족에서 기원했다고 한다. 오늘날 대부분의 우루족은 아이마라어나 스페인어를 사용하지만 2004년까지 고유 언어인 우루어를 사용하는 2명의 사람이 확인된 바 있다. 이 언어는 치파야어와 밀접한 연관이 있다.
우루족은 자신들을 호수와 물의 주인으로 여겼다. 전설에 따르면 우루족은 검은 피를 가지고 있어 추위를 느끼지 못한다고 했는데, 역사적으로 이들은 스스로 루피아케스(Lupihaques), 즉 "태양의 아들"이라고 불렀다. 우루족의 언어는 거의 사멸했으나 이들은 여전히 정체성과 일부 오래된 관습을 유지하고 있다.
특유의 섬 정착지는 원래 방어를 위해 세웠다. 위협이 발생하면 이동할 수도 있었고, 큰 섬에는 망루가 있었는데 작은 섬들도 대부분 그러했다.
우루족은 본토의 아이마라족과 무역을 했고, 결국 아이마라족과 통혼하며 우루어를 버리고 아이마라어를 사용하게 되었다. 이들은 약 500년 전에 원래 언어를 잃었다. 잉카 제국에 의해 정복당한 이후로는 아이마라족에게 세금을 내야 했고 종종 노예가 되었다. 1722년부터 시작된 우루족과 아이마라족 사이의 분쟁이 이어졌는데, 아이마라족이 우루족을 몰아내고 토지를 영구히 차지함으로써 1970년대에 분쟁은 종식되었다.

## 생활

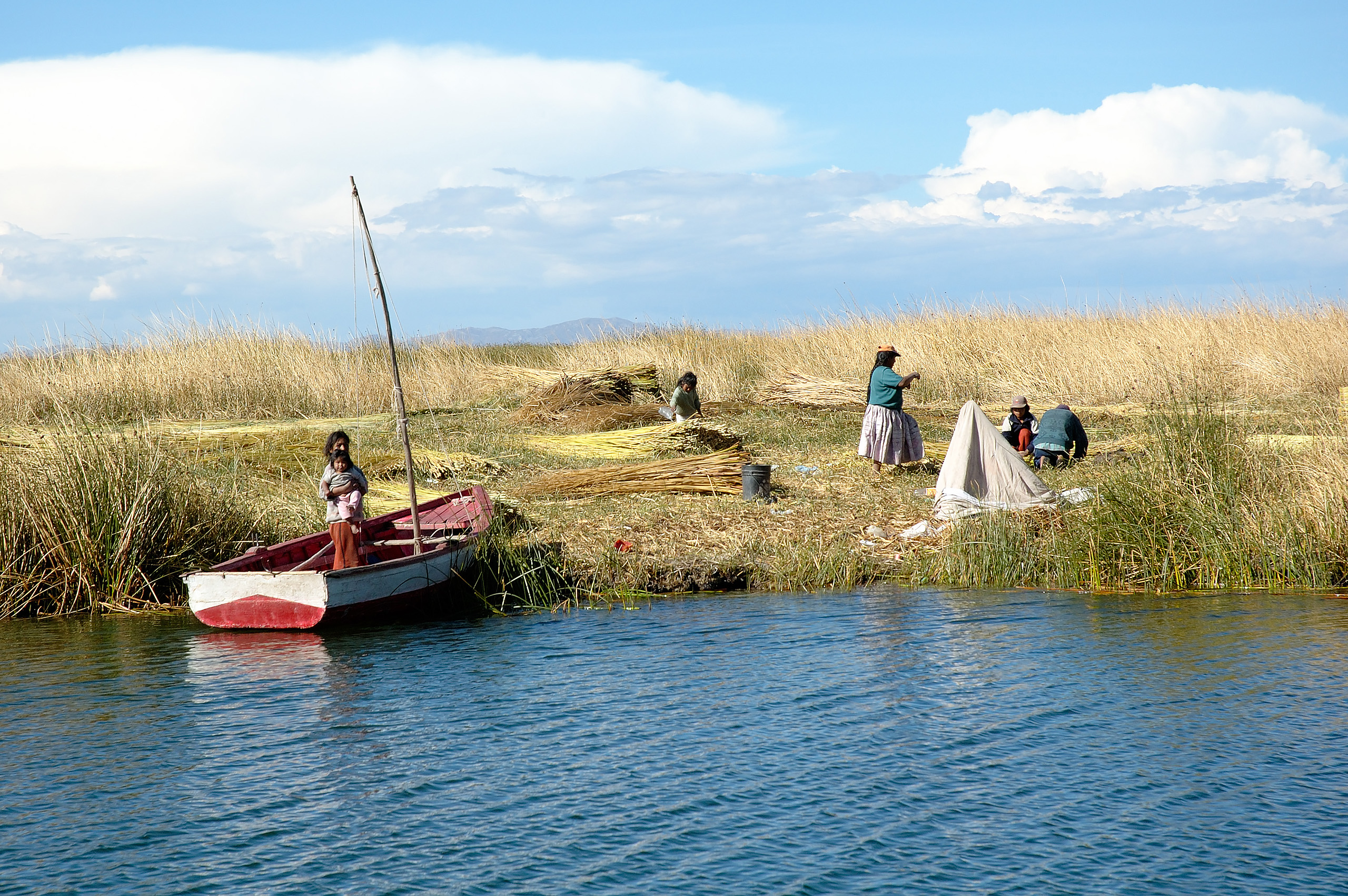
티티카카호에서 토토라를 수확하는 우루족

이들은 말린 토토라 갈대 묶음을 써서 만든 갈대 배로 인공섬을 만들어서 띄우고 산다. 큰 섬에는 약 10가족이 살고 폭이 30m에 불과한 작은 섬에는 2~3가족이 산다. 섬은 약 25년 동안 사용되며 갈대 사이로 물이 스며들기 시작하면 주민들은 새로운 섬을 만들고 옛 섬은 가라앉게 내버려둔다.

## 같이 보기
- 우루치파야어족